# NGC 166
NGC 166 é uma galáxia espiral (Sa) localizada na direcção da constelação de Cetus. Possui uma declinação de -13° 36' 38" e uma ascensão recta de 0 horas, 35 minutos e 48,8 segundos.
A galáxia NGC 166 foi descoberta em 1886 por Frank Leavenworth.